# Proof of Myself
「Proof of Myself」（プルーフ オブ マイセルフ）は、林原めぐみの21枚目のシングル。1998年10月23日にスターチャイルドから発売された（KIDA-170）。

## 概要
- 前作から約1ヶ月半、1998年にリリースした林原めぐみのシングルとしては5作目となったシングル。

## 記録
- 「Successful Mission」からのシングルチャート連続トップ10入りは今作で8作目（通算でのトップ10入りは9作目）となった[注 1]。
- アニメソングなどを取り扱う『SOMETHING DREAMS マルチメディアカウントダウン』では登場2週目に2位となり、前作「A HOUSE CAT」と1位、2位を独占した。翌週入れ替わる形で1位を獲得。楽曲としては5週連続、林原自身は通算11週に渡って同番組チャート1位を独占した。

## 収録曲
（全作詞：MEGUMI、作曲：佐藤英敏）
1. Proof of Myself [5:51]
編曲：添田啓二
  - テレビ東京系テレビアニメ『セイバーマリオネットJ to X』オープニングテーマ
2. Lively Motion [4:38]
編曲：五島翔
  - テレビ東京系テレビアニメ『セイバーマリオネットJ to X』エンディングテーマ（ Ver.1 - 1～19、21話 / Ver.2 - 24話 ）
3. Proof of Myself（off vocal version） [5:51]
4. Lively Motion（off vocal version） [4:35]

## 収録アルバム
| 曲名            | 収録アルバム                                                                                         | 発売日         | 規格品番      | 備考                         |
| --------------- | --- | -------------- | ------------- | ---------------------------- |
| Proof of Myself | 『セイバーマリオネットJ to X オリジナルサウンドトラックアルバム 其ノ一「ジャポネス春待月乙女紀行」』 | 1998年12月16日 | KICA-435      | TV sizeとして収録。          |
| Proof of Myself | 『セイバーマリオネットJ to X 歌集「ジャポネス 初花月乙女紀行」』                                     | 1999年2月18日  | KICA-444      |                              |
| Proof of Myself | 『セイバーマリオネットJ to X オリジナルサウンドトラック 其ノ二「ジャポネス吹喜月乙女紀行」』         | 1999年5月19日  | KICA-460      | TV size・Type-IIとして収録。 |
| Proof of Myself | 『SABER MARIONETTE VOCAL HISTORY from "J"→"JtoX" and "R"』                                           | 1999年12月16日 | KICA-483〜484 | REMIXとして収録。            |
| Proof of Myself | 『VINTAGE S』                                                                                        | 2000年4月26日  | KICS-790      |                              |
| Lively Motion   | 『セイバーマリオネットJ to X オリジナルサウンドトラックアルバム 其ノ一「ジャポネス春待月乙女紀行」』 | 1998年12月16日 | KICA-435      | TV sizeとして収録。          |
| Lively Motion   | 『セイバーマリオネットJ to X 歌集「ジャポネス 初花月乙女紀行」』                                     | 1999年2月18日  | KICA-444      |                              |
| Lively Motion   | 『セイバーマリオネットJ to X オリジナルサウンドトラック 其ノ二「ジャポネス吹喜月乙女紀行」』         | 1999年5月19日  | KICA-460      | TV size・Type-IIとして収録。 |
| Lively Motion   | 『SABER MARIONETTE VOCAL HISTORY from "J"→"JtoX" and "R"』                                           | 1999年12月16日 | KICA-483〜484 | REMIXとして収録。            |
| Lively Motion   | 『VINTAGE S』                                                                                        | 2000年4月26日  | KICS-790      |                              |